# Campeonato Mundial de Atletismo de 2019 - Salto em altura masculino
A competição do salto em altura masculino no Campeonato Mundial de Atletismo de 2019 foi realizada no Estádio Internacional Khalifa, em Doha, no Catar, entre os dias 1 e 4 de outubro.

## Recordes
Antes da competição, os recordes eram os seguintes: 
| Recorde mundial                               | Javier Sotomayor (CUB)   | 2.45 | Salamanca, Espanha        | 27 de julho de 1993   |
| Recorde do campeonato                         | Bohdan Bondarenko (UKR)  | 2.41 | Moscou, Rússia            | 15 de agosto de 2013  |
| Recorde do ano                                | Maksim Nedasekau (BLR)   | 2.35 | Minsk, Bielorrússia       | 9 de setembro de 2019 |
| Recorde africano                              | Jacques Freitag (RSA)    | 2.38 | Oudtshoorn, África do Sul | 5 de março de 2005    |
| Recorde asiático                              | Mutaz Essa Barshim (QAT) | 2.43 | Bruxelas, Bélgica         | 5 de setembro de 2014 |
| Recorde da América do Norte, Central e Caribe | Javier Sotomayor (CUB)   | 2.45 | Salamanca, Espanha        | 27 de julho de 1993   |
| Recorde da América do Sul                     | Gilmar Mayo (COL)        | 2.33 | Pereira, Colômbia         | 17 de outubro de 1994 |
| Recorde europeu                               | Patrik Sjöberg (SWE)     | 2.42 | Estocolmo, Suécia         | 30 de junho de 1987   |
| Recorde europeu                               | Bohdan Bondarenko (UKR)  | 2.42 | Nova York, Estados Unidos | 14 de junho de 2014   |
| Recorde da Oceania                            | Tim Forsyth (AUS)        | 2.36 | Melbourne, Austrália      | 2 de março de 1997    |
| Recorde da Oceania                            | Brandon Starc (AUS)      | 2.36 | Eberstadt, Alemanha       | 26 de agosto de 2018  |

Os seguintes recordes mundiais ou olímpicos foram estabelecidos durante esta competição:
| Data         | Evento | Atleta                   | Altura | Notas               |
| ------------ | ------ | ------------------------ | ------ | ------------------- |
| 4 de outubro | Final  | Mutaz Essa Barshim (QAT) | 2.37   | Melhor marca do ano |

## Medalhistas
| Ouro                     | Prata            | Bronze       |
| Mutaz Essa Barshim (QAT) | Mikhail Akimenko | Ilya Ivanyuk |

## Tempo de qualificação
| Tempo de qualificação |
| --------------------- |
| 2.30 m                |

## Calendário
| Data                 | Horário | Fase         |
| -------------------- | ------- | ------------ |
| 1 de outubro de 2019 | 16:50   | Qualificação |
| 4 de outubro de 2019 | 20:15   | Final        |

Todos os horários estão no horário local (UTC+3)

## Resultados

### Qualificação
Qualificação: 2,31 m (Q) ou as 12 melhores performances (q). 
| Pos. | Grupo | Atleta             | Nacionalidade   | 2.17 | 2.22 | 2.26 | 2.29 | Marca | Notas |
| ---- | ----- | ------------------ | --------------- | ---- | ---- | ---- | ---- | ----- | ----- |
| 1    | B     | Mikhail Akimenko   | Atletas Neutros | o    | o    | o    | o    | 2.29  | q     |
| 1    | A     | Mutaz Essa Barshim | Catar           | o    | o    | o    | o    | 2.29  | q,    |
| 1    | A     | Ilya Ivanyuk       | Atletas Neutros | o    | o    | o    | o    | 2.29  | q     |
| 4    | A     | Brandon Starc      | Austrália       | o    | o    | xo   | o    | 2.29  | q     |
| 4    | A     | Luis Zayas         | Cuba            | o    | o    | xo   | o    | 2.29  | q     |
| 6    | B     | Michael Mason      | Canadá          | o    | o    | o    | xo   | 2.29  | q     |
| 7    | B     | Wang Yu            | China           | o    | o    | xo   | xo   | 2.29  | q     |
| 8    | B     | Jeron Robinson     | Estados Unidos  | o    | o    | xxo  | xo   | 2.29  | q     |
| 9    | B     | Lee Hup Wei        | Malásia         | o    | o    | o    | xxo  | 2.29  | q,    |
| 10   | B     | Gianmarco Tamberi  | Itália          | o    | o    | xo   | xxo  | 2.29  | q     |
| 11   | A     | Luis Castro        | Porto Rico      | o    | o    | xo   | xxx  | 2.26  | q     |
| 11   | A     | Maksim Nedasekau   | Bielorrússia    | o    | o    | xo   | xxx  | 2.26  | q     |
| 13   | A     | Shelby McEwen      | Estados Unidos  | xxo  | o    | xo   | xxx  | 2.26  |       |
| 14   | B     | Naoto Tobe         | Japão           | o    | o    | xxo  | xxx  | 2.26  |       |
| 14   | B     | Andriy Protsenko   | Ucrânia         | o    | o    | xxo  | xxx  | 2.26  |       |
| 16   | A     | Tihomir Ivanov     | Bulgária        | o    | xo   | xxo  | xxx  | 2.26  |       |
| 16   | A     | Stefano Sottile    | Itália          | xo   | o    | xxo  | xxx  | 2.26  |       |
| 18   | B     | Dzmitry Nabokau    | Bielorrússia    | o    | xxo  | xxo  | xxx  | 2.26  |       |
| 19   | B     | Douwe Amels        | Países Baixos   | o    | o    | xxx  |      | 2.22  |       |
| 19   | A     | Donald Thomas      | Bahamas         | o    | o    | xxx  |      | 2.22  |       |
| 21   | A     | Adrijus Glebauskas | Lituânia        | o    | xo   | xxx  |      | 2.22  |       |
| 22   | A     | Ryo Sato           | Japão           | xxo  | xo   | xxx  |      | 2.22  |       |
| 23   | A     | Django Lovett      | Canadá          | o    | xxo  | xxx  |      | 2.22  |       |
| 23   | B     | Hamish Kerr        | Nova Zelândia   | o    | xxo  | xr   |      | 2.22  |       |
| 25   | B     | Takashi Eto        | Japão           | o    | xxx  |      |      | 2.17  |       |
| 25   | B     | Joel Baden         | Austrália       | o    | xxx  |      |      | 2.17  |       |
| 25   | B     | Keenon Laine       | Estados Unidos  | o    | xxx  |      |      | 2.17  |       |
| 25   | A     | Majd Eddine Ghazal | Síria           | o    | xxx  |      |      | 2.17  |       |
| 29   | B     | Mathew Sawe        | Quênia          | xo   | xxx  |      |      | 2.17  |       |
| 30   | B     | Mateusz Przybylko  | Alemanha        | xxo  | xxx  |      |      | 2.17  |       |
| 31   | A     | Bohdan Bondarenko  | Ucrânia         | xr   |      |      |      | NH    |       |

### Final
A final ocorreu dia 4 de outubro às 20:15. 
| Pos.              | Atleta             | Nacionalidade   | 2.19 | 2.24 | 2.27 | 2.30 | 2.33 | 2.35 | 2.37 | Marca | Notas                |
| ----------------- | ------------------ | --------------- | ---- | ---- | ---- | ---- | ---- | ---- | ---- | ----- | -------------------- |
| Medalha de ouro   | Mutaz Essa Barshim | Catar           | o    | o    | o    | o    | xxo  | o    | o    | 2.37  | Melhor marca do ano  |
| Medalha de prata  | Mikhail Akimenko   | Atletas Neutros | o    | o    | o    | o    | o    | o    | xxx  | 2.35  | Recorde pessoal      |
| Medalha de bronze | Ilya Ivanyuk       | Atletas Neutros | o    | o    | o    | o    | xxo  | o    | xxx  | 2.35  | Recorde pessoal      |
| 4                 | Maksim Nedasekau   | Bielorrússia    | o    | xo   | xo   | xo   | o    | x–   | xx   | 2.33  |                      |
| 5                 | Luis Zayas         | Cuba            | o    | o    | o    | o    | xxx  |      |      | 2.30  | Recorde pessoal      |
| 6                 | Brandon Starc      | Austrália       | o    | xo   | xxo  | o    | xxx  |      |      | 2.30  | Recorde da temporada |
| 7                 | Michael Mason      | Canadá          | o    | o    | o    | xxo  | xxx  |      |      | 2.30  |                      |
| 8                 | Lee Hup Wei        | Malásia         | o    | o    | xo   | xxx  |      |      |      | 2.27  |                      |
| 8                 | Gianmarco Tamberi  | Itália          | o    | o    | xo   | x–   | xx   |      |      | 2.27  |                      |
| 10                | Wang Yu            | China           | o    | o    | xxx  |      |      |      |      | 2.24  |                      |
| 11                | Jeron Robinson     | Estados Unidos  | xo   | o    | xxx  |      |      |      |      | 2.24  |                      |
| 12                | Luis Castro        | Porto Rico      | o    | xxx  |      |      |      |      |      | 2.19  |                      |

Legenda
| Recorde mundial       | Recorde mundial (World record)               |                       | Recorde africano                      | Recorde africano (African) |                                           | Q | Classificado por posição (Qualified) |
| Recorde do campeonato | Recorde do campeonato (Championship record)  | Recorde da América    | Recorde da América (Americas)         | q                          | Classificado por melhor tempo (Qualified) |   |                                      |
| Melhor marca do ano   | Melhor marca do ano (World leading)          | Recorde asiático      | Recorde asiático (Asian)              | DNS                        | Não largou (Did not start)                |   |                                      |
| Recorde nacional      | Recorde nacional (National record)           | Recorde europeu       | Recorde europeu (European)            | DNF                        | Não terminou (Did not finish)             |   |                                      |
| Recorde pessoal       | Recorde pessoal do atleta (Personal best)    | Recorde da Oceania    | Recorde da Oceania (Oceania)          | DSQ / DQ                   | Desclassificado (Disqualified)            |   |                                      |
| Recorde da temporada  | Recorde da temporada do atleta (Season best) | Recorde sul-americano | Recorde sul-americano (South America) | NM                         | Sem marca (No mark)                       |   |                                      |